# Saison 20 des Griffin
 (septembre 2021).
Si vous disposez d'ouvrages ou d'articles de référence ou si vous connaissez des sites web de qualité traitant du thème abordé ici, merci de compléter l'article en donnant les références utiles à sa vérifiabilité et en les liant à la section « Notes et références ».
Chronologie
Saison 19 Saison 21
La vingtième saison de la série d'animation Les Griffin (Family Guy) est diffusée entre le 26 septembre 2021 et le 22 mai 2022 réseau Fox aux États-Unis et sur Citytv au Canada.

En France, la saison est disponible depuis le 6 juillet 2022 sur Disney+ en version française.

## Épisodes
| No. série | No. saison | Titres (France et Québec)                                             | Titre original                 | Réalisation     | Scénario        | Date de diffusion (FOX) | Dates de diffusion Disney+ Télétoon | Code prod. | Audience |
| --- | ---------- | --------------------------------------------------------------------- | ------------------------------ | --------------- | --------------- | ----------------------- | ----------------------------------- | ---------- | -------- |
| 370 | 1          | Lasik Instinct Je vous vois                                           | LASIK Instinct                 | Steve Robertson | Kirker Butler   | 26 septembre 2021       | 6 juillet 2022 6 octobre 2022       | LACX02     | 1.56     |
| Lois doit subir une opération chirurgicale oculaire.Doug quant à lui se sent négligé par ses parents.                                                            |            |                                                                       |                                |                 |                 |                         |                                     |            |          |
| 371 | 2          | Pur rock Stars du Rock                                                | Rock Hard                      | Matt McElaney   | Greg Colton     | 3 octobre 2021          | 6 juillet 2022 13 octobre 2022      | KACX20     | 1.28     |
| Peter et ses amis racontent des histoires de rocker chez un disquaire.                                                                                           |            |                                                                       |                                |                 |                 |                         |                                     |            |          |
| 372 | 3          | Doit aimer les chiens On s'aime en chien                              | Must Love Dogs                 | Daniel Peck     | Mike Kim        | 10 octobre 2021         | 6 juillet 2022 20 octobre 2022      | KACX18     | 1.67     |
| Quagmire fait semblant d'aimer les chiens.Stewie se fait voler ses sucreries.                                                                                    |            |                                                                       |                                |                 |                 |                         |                                     |            |          |
| 373 | 4          | Le type des années 80 Coincé dans les années 80                       | 80's Guy                       | John Holmquist  | Patrick Meighan | 17 octobre 2021         | 6 juillet 2022 27 octobre 2022      | LACX01     | 1.37     |
| Peter recréé des scènes de films des années 80. Stewie et Doug veulent déloger un frisbee.                                                                       |            |                                                                       |                                |                 |                 |                         |                                     |            |          |
| 374 | 5          | Brève rencontre Caleçons vos bobettes?                                | Brief Encounter                | Brian Isles     | Travis Bowe     | 24 octobre 2021         | 6 juillet 2022 3 novembre 2022      | KACX19     | 1.38     |
| Peter et Quagmire échangent accidentellement leurs sous-vêtements alors que Stewie et Doug se la jouent Brève Rencontre.                                         |            |                                                                       |                                |                 |                 |                         |                                     |            |          |
| 375 | 6          | Le Pou et le Fanfaron Les bibittes mortelles                          | Cootie & The Blowhard          | Jerry Langford  | Megan Mull      | 7 novembre 2021         | 6 juillet 2022 10 novembre 2022     | LACX03     | 1.57     |
| Stewie est persuadé qu'il a une maladie.Peter prend goût à la cuisine que Bonnie prépare.                                                                        |            |                                                                       |                                |                 |                 |                         |                                     |            |          |
| 376 | 7          | Le Manoir des Pewterschmidt Le manoir Peterschmidt                    | Peterschmidt Manor             | Joseph Lee      | Matt Pabian     | 14 novembre 2021        | 6 juillet 2022 17 novembre 2022     | LACX04     | 1.11     |
| Pendant que Lois assiste aux funérailles de sa nourrice, Peter et le reste de la famille transforment le manoir en hôtel.                                        |            |                                                                       |                                |                 |                 |                         |                                     |            |          |
| 377 | 8          | Anniversaire de contrebande La fête est finie                         | The Birthday Bootlegger        | Julius Wu       | Mark Hentemann  | 21 novembre 2021        | 6 juillet 2022 24 novembre 2022     | LACX05     | 1.68     |
| Peter a un nouveau boss qui veut supprimer les anniversaires au bureau. Stewie écope d'une retenue.                                                              |            |                                                                       |                                |                 |                 |                         |                                     |            |          |
| 378 | 9          | Le Gros sonne toujours deux fois Le gros tas sonne toujours deux fois | The Fat Man Always Rings Twice | Joe Vaux        | Alex Carter     | 28 novembre 2021        | — 1er décembre 2022                 | LACX06     | 1.45     |
| Peter endosse le rôle d'un détective, chargé d'élucider la mort de Meg, dans cette parodie de polar.                                                             |            |                                                                       |                                |                 |                 |                         |                                     |            |          |
| 379 | 10         | Le Crime de Noël Le criminel de Noël                                  | Christmas Crime                | Mike Kim        | Steve Callaghan | 19 décembre 2021        | — 8 décembre 2022                   | LACX07     | 1.53     |
| Brian endommage accidentellement une création du Maire West représentant la nativité.                                                                            |            |                                                                       |                                |                 |                 |                         |                                     |            |          |
| 380 | 11         | Le Choriste Frères sans cœur                                          | Mister Act                     | Brian Isles     | Artie Johann    | 9 janvier 2022          | — 12 janvier 2023                   | LACX08     | 1.39     |
| Peter est victime d'un accident qui altère sa voix. Lois devient plus masculine.                                                                                 |            |                                                                       |                                |                 |                 |                         |                                     |            |          |
| 381 | 12         | La Lois Quagmire Lois Quagmire                                        | The Lois Quagmire              | Greg Colton     | Evan Waite      | 27 février 2022         | — 19 janvier 2023                   | LACX09     | 1.26     |
| Peter et le reste de la famille cachent la mort accidentelle d'un livreur de pizzas pendant que Lois part à sa réunion d'anciens élèves accompagnée de Quagmire. |            |                                                                       |                                |                 |                 |                         |                                     |            |          |
| 382 | 13         | Le Nouvel Avocat L’arroseur arrosé                                    | Lawyer Guy                     | John Holmquist  | Patrick Meighan | 6 mars 2022             | — 9 juin 2023                       | LACX10     | 1.31     |
| Peter rencontre son nouveau voisin avocat. Brian et Stewie partent pêcher le homard.                                                                             |            |                                                                       |                                |                 |                 |                         |                                     |            |          |
| 383 | 14         | Comme sur HBO HBO-Non !                                               | HBO-No                         | Steve Robertson | Travis Bowe     | 13 mars 2022            | — 26 janvier 2023                   | LACX11     | 1.03     |
| Peter raconte trois adaptations de séries passant sur HBO. |            |                                                                       |                                |                 |                 |                         |                                     |            |          |
| 384 | 15         | Meg, la dur à cuire Délirium très Meg                                 | Hard Boiled Meg                | Jerry Langford  | Mike Desilets   | 20 mars 2022            | — 2 février 2023                    | LACX12     | 1.14     |
| Alors que Meg aide un criminel à s'enfuir, Quagmire a le hoquet.                                                                                                 |            |                                                                       |                                |                 |                 |                         |                                     |            |          |
| 385 | 16         | Héroïne sur ordonnance Une héroïne sous influence                     | Prescription Heroine           | Joseph Lee      | Emily Towers    | 27 mars 2022            | — 16 février 2023                   | LACX13     | 1.13     |
| Lois devient peu à peu addict aux médicaments que Brian prend après une chute. Peter et Cleveland se disputent la possession d'une table de tennis de table.     |            |                                                                       |                                |                 |                 |                         |                                     |            |          |
| 386 | 17         | Alana Alana la nounou                                                 | All About Alana                | Joe Vaux        | Danny Smith     | 1er mai 2022            | — 2 mars 2023                       | LACX15     | 1.05     |
| Lois jalouse une ancienne étudiante qui vient provisoirement vivre chez les Griffin.                                                                             |            |                                                                       |                                |                 |                 |                         |                                     |            |          |
| 387 | 18         | La Blonde de Chris Une vraie blonde ?                                 | Girlfriend, Eh?                | Travis Bowe     | Julius Wu       | 8 mai 2022              | — 9 mars 2023                       | LACX14     | 1.11     |
| Chris veut prouver à son père qu'il a une fiancée. Un réparateur vient s'installer à Quahog.                                                                     |            |                                                                       |                                |                 |                 |                         |                                     |            |          |
| 388 | 19         | Premières règles                                                      | First Blood                    | Mike Kim        | Alex Carter     | 15 mai 2022             | — 16 mars 2023                      | LACX16     | 1.09     |
| Stewie croit qu'il a ses règles. Peter et ses amis partent dans un ranch.                                                                                        |            |                                                                       |                                |                 |                 |                         |                                     |            |          |
| 389 | 20         | D'un ennui balnéaire Amnésique City                                   | The Jersey Bore                | Chris Regan     | Brian Isles     | 22 mai 2022             | — 23 mars 2023                      | LACX17     | 1.13     |
| Alors que Peter et ses amis partent à une conférence avec Preston, Stewie aide Chris à préparer un rôle.                                                         |            |                                                                       |                                |                 |                 |                         |                                     |            |          |